# Benediktas Rutkūnas
Benediktas Rutkūnas (Pažukiay, 12 maggio 1907 – Filadelfia, 28 ottobre 1975) è stato uno scrittore lituano.
Nel 1944 emigrò negli USA, ove pubblicò le raccolte Uccelli mi gettano le ali  (1947) e Il giorno azzurro (1967). La sua opera più celebre resta però Peccati (1932).